# Язаки
„Язаки“ (на японски: 矢崎総業) е японско предприятие, произвеждащо автомобилни компоненти, главно кабелно оборудване. Основано е на 8 октомври 1941 година, а седалището му е в Токио. Към 2009 година Язаки има около 156 хиляди служители в повече от 50 страни по света.
През 2006 година „Язаки“ започва работа в България чрез подразделението си „Язаки България“, което открива свой завод в Ямбол. През следващите години са изградени още два производствени центъра - в Сливен и между Хасково и Димитровград.